# Najafabad (Kohgiluyeh e Buyer Ahmad)
Najafābād(farsi نجف اباد) è una città dello shahrestān di Boyer Ahmad, circoscrizione di Centrale, nella provincia di Kohgiluyeh e Buyer Ahmad. Nel 2006, aveva 5.913 abitanti.